# Chuyện tình bên sông Hoàng Hà
Chuyện tình bên sông Hoàng Hà (tiếng Trung: 黄河绝恋) là bộ phim điện ảnh Trung Quốc sản xuất năm 1999, do Phùng Tiểu Linh đạo diễn, với Ninh Tịnh và Paul Kersey đóng vai chính. Phim được chọn đại diện điện ảnh Trung Quốc tham gia tranh giải Oscar cho phim tiếng nước ngoài hay nhất nhưng không được đề cử. Nhưng phim giành một số giải quốc nội bao gồm giải Kim Kê cho âm nhạc tốt nhất, Ninh Tịnh đóng chính (An Di) giành giải Kim Kê, và giải diễn viên nữ xuất sắc nhất tại Liên hoan phim quốc tế Shengsaibasi (Tây Ban Nha). Phim khai thác đề tài kháng chiến chống Nhật và tình yêu thời chiến, đề cao tinh thần dân tộc Trung Hoa.